# ریو نودا
ریو نودا (انگلیسی: Ryō Noda؛ زادهٔ ۱ ژانویهٔ ۱۹۴۸) آهنگساز اهل ژاپن است.